# 大分県道663号万田四日市線
大分県道663号万田四日市線（おおいたけんどう663ごう まだよっかいちせん）は、大分県中津市から宇佐市に至る一般県道である。

## 概要
国道212号の新道が開通するまで、元来の県道663号の起点としては現在の起点（新万田交差点）より福岡県道・大分県道1号豊前万田線に沿って一つ手前の交差点がこの県道663号の起点だった。

### 路線データ
- 起点：大分県中津市大字万田（新万田交差点、国道212号交点、福岡県道・大分県道1号豊前万田線終点）
- 終点：大分県宇佐市大字富山（国道213号交点）

## 路線状況

### 重複区間
- 大分県道697号渋味成恒中津線（中津市大字大貞 - 中津市大字大悟法）
- 大分県道666号深秣植野線（中津市野依）

### 交通量
万田四日市線の各観測地点での自動車類交通量（上下合計）はそれぞれ以下の内容になっている。
| 地点           | 昼間12時間 | 昼間12時間 | 昼間12時間 | 24時間   | 24時間 | 24時間   |
| 地点           | 小型車     | 大型車     | 合計       | 小型車   | 大型車 | 合計     |
| -------------- | ---------- | ---------- | ---------- | -------- | ------ | -------- |
| 中津市大字湯屋 | 9,490台    | 417台      | 9,907台    | 11,875台 | 608台  | 12,483台 |
| 中津市大字福島 | 5,507台    | 402台      | 5,909台    | 06,929台 | 516台  | 07,445台 |

## 地理
県道663号は中津市の新万田交差点から国道212号や福岡県道・大分県道1号豊前万田線と分岐し概ね東方向へ進む。2車線区間が多いが道幅は少し狭く、また中津市側は農地もあるが住宅や商業地が多くその中を通りぬける区間が多いため、車の交通両も混み合う時が多い。途中で大分県道675号臼木沖代線（大貞地区付近）や大分県道697号渋味成恒中津線（大悟法地区付近）と交差し、その後伊藤田地区付近では現道路である県道663号と旧道として存在する県道663号とに分かれている。ただし旧道の方は一車線並みに近い狭路道が一部存在するため、一般の車としては2車線として設けている現道の方の利用が多い。犬丸川を渡り中津日田道路（無料区間）の下を交差して中津市郊外を出ると周辺は農地が広がりを見せ、終点付近である宇佐市の飛永交差点で国道213号と接しこの県道は終点である。なお県道663号の宇佐市内はその飛永交差点周辺のみしか通らず、またその交差点前は旧道と同じ程の一車線並みに近い狭路道が少しだけ存在する。

### 通過する自治体
- 中津市
- 宇佐市

### 交差する道路
| 交差する道路                                                     | 市町村名 | 交差する場所 | 交差する場所        |
| ---------------------------------------------------------------- | -------- | ------------ | ------------------- |
| 国道212号 福岡県道・大分県道1号豊前万田線                        | 中津市   | 大字万田     | 新万田交差点 / 起点 |
| 大分県道675号臼木沖代線 大分県道697号渋味成恒中津線 重複区間起点 | 中津市   | 大字大貞     |                     |
| 大分県道697号渋味成恒中津線 重複区間終点                         | 中津市   | 大字大悟法   |                     |
| 大分県道666号深秣植野線 重複区間起点                             | 中津市   | 大字野依     |                     |
| 大分県道666号深秣植野線 重複区間終点                             | 中津市   | 大字野依     |                     |
| 国道213号                                                        | 宇佐市   | 大字富山     | 終点                |

### 沿線
- 中津市立鶴居幼稚園
- 中津市立鶴居小学校
- ディスカウントドラッグコスモス鶴居店
- ゆめマート中津店
- 犬丸川
- 中津市立緑ケ丘中学校
- 大貞郵便局
- 御澄池
- 円通寺
- 薦神社
- 若宮八幡神社
- 天満神社
- 瑞龍山萬公寺
- 貴船神社